# زبان انگلیسی در اروپا

آشنایی با زبان انگلیسی در اتحادیه اروپا

زبان انگلیسی در اروپا (به انگلیسی: English language in Europe) به عنوان زبان مادری عمدتاً در بریتانیا و ایرلند صحبت می‌شود. در خارج از این کشورها، این زبان در مالت، وابسته‌های تاج و تخت (جزیره من، جرسی و گرنزی)، جبل‌الطارق و مناطق پایگاه مستقل آکراتاری و داکیلیا (دو سرزمین فرادریایی بریتانیا) دارای وضعیت رسمی است. در پادشاهی هلند، انگلیسی به عنوان یک زبان منطقه‌ای در جزایر سابا و سینت یوستیشس (واقع در دریای کارائیب) جایگاه رسمی دارد. در سایر بخش‌های اروپا، انگلیسی عمدتاً توسط کسانی صحبت می‌شود که آن را به عنوان زبان دوم یادگرفته‌اند، اما همچنین، تا حدی کمتر، به صورت بومی توسط برخی از مهاجران برخی از کشورهای جهان انگلیسی‌زبان صحبت می‌شود.
زبان انگلیسی، زبان رسمی دفاکتوی انگلستان، تنها زبان رسمی جبل‌الطارق و آکروتیری و دکلیا، و یکی از زبان‌های رسمی جمهوری ایرلند، مالت، ایرلند شمالی، اسکاتلند، ولز، جزیره من، جرسی، گرنزی و اتحادیه اروپا است.
بریتانیا و جمهوری ایرلند یک «انگلوسفر اروپایی» را با مساحتی در حدود ۳۱۶٬۰۰۰ کیلومتر مربع (۱۲۲٬۰۰۰ مایل مربع) و جمعیتی بالغ بر ۷۱ میلیون نفر تشکیل می‌دهند.
بر اساس یک نظرسنجی منتشرشده در سال ۲۰۰۶، ۱۳ درصد از شهروندان اتحادیه اروپا در آن زمان انگلیسی را به عنوان زبان مادری خود صحبت می‌کردند. ۳۸ درصد دیگر از شهروندان اتحادیه اروپا سپس اظهار داشتند که مهارت‌های انگلیسی کافی برای برقراری مکالمه را دارند، بنابراین کل دسترسی به زبان انگلیسی در اتحادیه اروپا در آن سال ۵۱ درصد بود.

## به عنوان زبان میانجی
زبان انگلیسی شناخته‌شده ترین زبان خارجی در ۱۹ کشور از ۲۷ کشور اتحادیه اروپا (به استثنای ایرلند و بریتانیا) است. در اروپا، دانش پایه انگلیسی (از جمله زبان مادری) به وضوح توسط ۳۸% از جمعیت تکلم می‌شود، پس از آن آلمانی و فرانسوی (هر دو ۱۴٪)، روسی و اسپانیایی (۶٪) و ایتالیایی (۳٪) قرار دارند. تسلط "عالی" انگلیسی یبیشتر در مالت (۵۲٪)، دانمارک (۴۴٪)، قبرس (۴۲٪) و سوئد (۴۰%) یافت می شود. نرخ دانش پایه بین کشورهای اروپایی بسیار متفاوت است: آنها در مالت، دانمارک و سوئد بالا هستند، اما در روسیه، اسپانیا (۱۲٪)، مجارستان (۱۴٪) و اسلواکی (۱۴٪) پایین هستند. به طور متوسط، در سال ۲۰۱۲، ۳۸ درصد از شهروندان اتحادیه اروپا (به استثنای بریتانیا و ایرلند) بیان داشته‌اند که دانش کافی از زبان انگلیسی برای برقراری مکالمه دارند.

## وضعیت رسمی

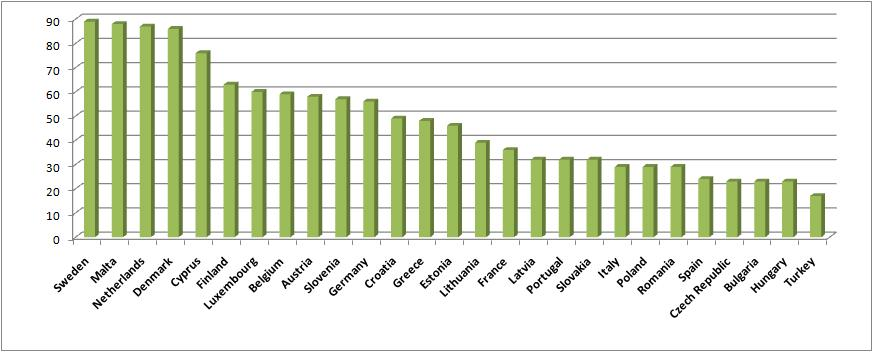
دانش زبان انگلیسی به عنوان زبان خارجی در عضوهای اتحادیه اروپا (همچنین ترکیه) در میان هر صد شخص بالغ. (نظرسنجی سال ۲۰۰۵ میلادی)

زبان رایج نشست‌های کمیسیون، شورا و نهادهای اروپایی درحالی به انگلیسی است که تنها دو کشور عضو اتحادیه به زبان انگلیسی محاوره می‌کنند. دولت فرانسه در حال اجرای طرح‌هایی بعداز برگزیت است تا در سال ۲۰۲۲ و همزمان با ریاست این کشور بر کمیسیون اروپا، زبان فرانسوی را جایگزین زبان انگلیسی برای زبان کاری کند. کارشناسان معتقدند که امکان حذف زبان انگلیسی از اتحادیه اروپا بسیار کم است و حتی در صورت حذف از اهمیت این زبان کاسته نخواهد شد؛ زیرا کمابیش تمام سازمان‌های بین‌المللی زبان انگلیسی را به عنوان زبان رسمی خود نگه خواهند داشت؛ زیرا زبان دوم یا زبان خارجه بسیاری از کشورهای برای ارتباط است. علی‌رغم برگزیت (خروج بریتانیا از اتحادیه اروپا)، استفاده از زبان انگلیسی در سراسر اتحادیه اروپا فروکش نکرده‌است. تحقیقات نشان می‌دهد که در بروکسل بسیاری از ساکنان خارجی این شهر نسبت به زبان‌های رسمی فرانسوی یا فلاندری، تسلط بهتری به انگلیسی دارند. منطقه بروکسل پذیرای حجم بالایی از نیروی کار از تمام نقاط اروپا بوده‌است و بسیاری از آن‌ها صحبت کردن به زبان انگلیسی را یک مهارت ضروری برای گذران زندگی مدرن می‌دانند. همچنین برای بسیاری از مهاجرت‌ها به کشورهای مختلف اروپا، نیاز به فراگیری زبان انگلیسی ضروری به نظر می‌رسد. کشورهای اسکاندیناوی بالاترین درصد آموزش صحیح زبان انگلیسی را در جهان دارند. همچنین در میان دانش‌آموزان کشورهای اتحادیه اروپا، زبان انگلیسی رایج‌ترین زبانی است که دانش‌آموزان آن را فراگرفته‌اند.
سیاستمداران فرانسه همیشه، نگرانی‌های خود را از نفوذ گسترده زبان انگلیسی و ضعف زبان فرانسوی ابراز می‌کنند. مارین لوپن نظراتی مبنی بر مقابله با زبان انگلیسی دارد که با نگرانی دربارهٔ زبان فرانسوی صحبت می‌کند. آکادمی فرانسه اظهار دارد؛ استفاده مکرر از واژه‌های انگلیسی در یک سند ملی، خلاف قانون اساسی فرانسه است.
جورجا ملونی، نخست وزیر ایتالیا پیشنهاد کرده است نهادهای دولتی و خصوصی که در ارتباطات رسمی از اصطلاح‌های خارجی، به ویژه انگلیسی، به جای ایتالیایی استفاده می‌کنند، تا ۱۰۰ هزار یورو جریمه شوند. وی بیان داشته که آنگلومانیا (استفاده بیش از حد از واژگان انگلیسی) پیامدهایی برای کل جامعه دارد بدین ترتیب گسترش زبان انگلیسی، زبان ایتالیایی را «تحقیر و تضعیف» می‌کند.

## انزواگرایی
جمهوری چک با خطر انزوا، مواجه است زیرا اعضای آن به زبان کاری این اتحادیه، یعنی زبان انگلیسی، تسلط ندارند.